# Chand Baori

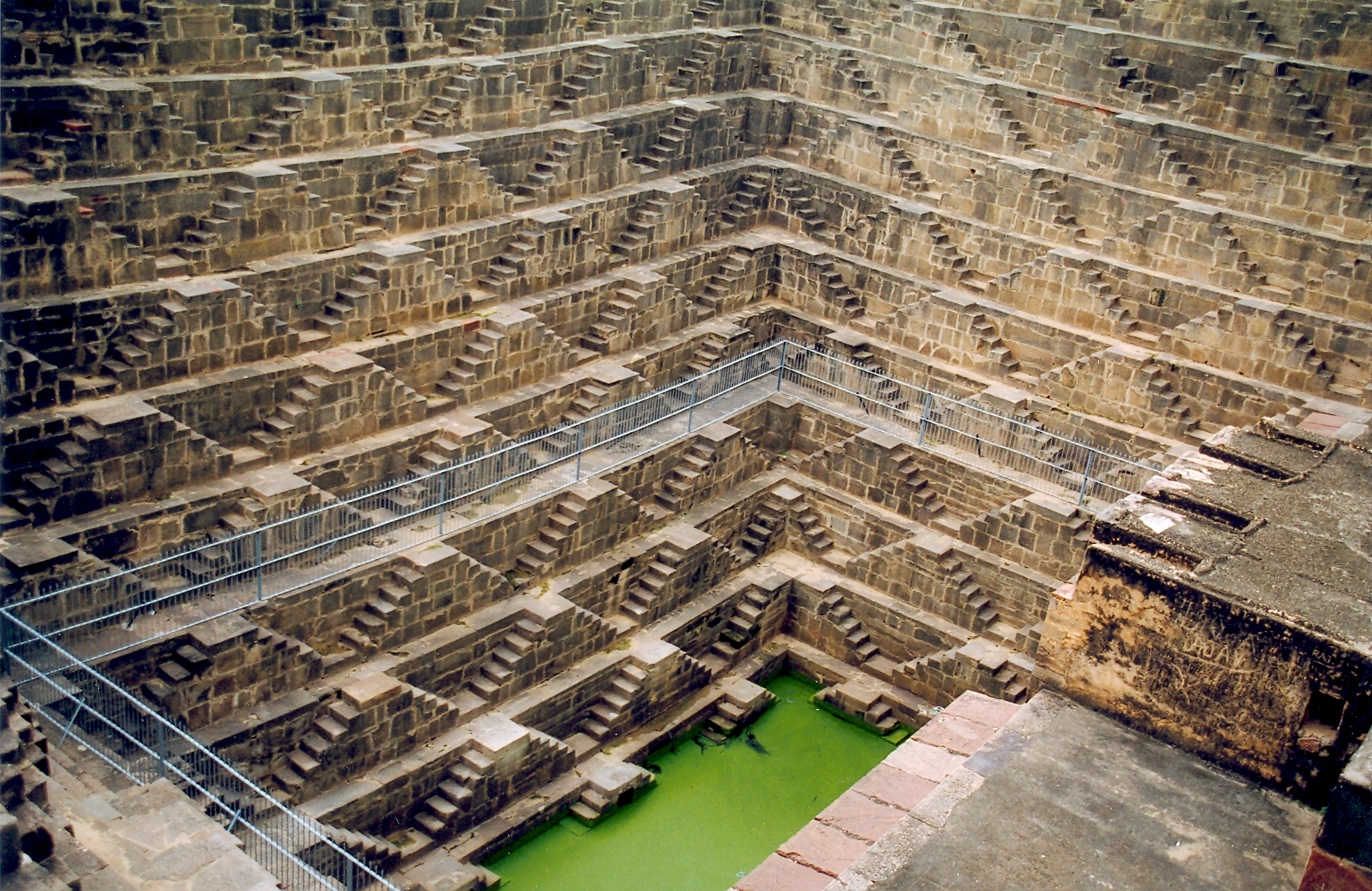
Chand Baori, nel villaggio di Abhaneri, Rajasthan.

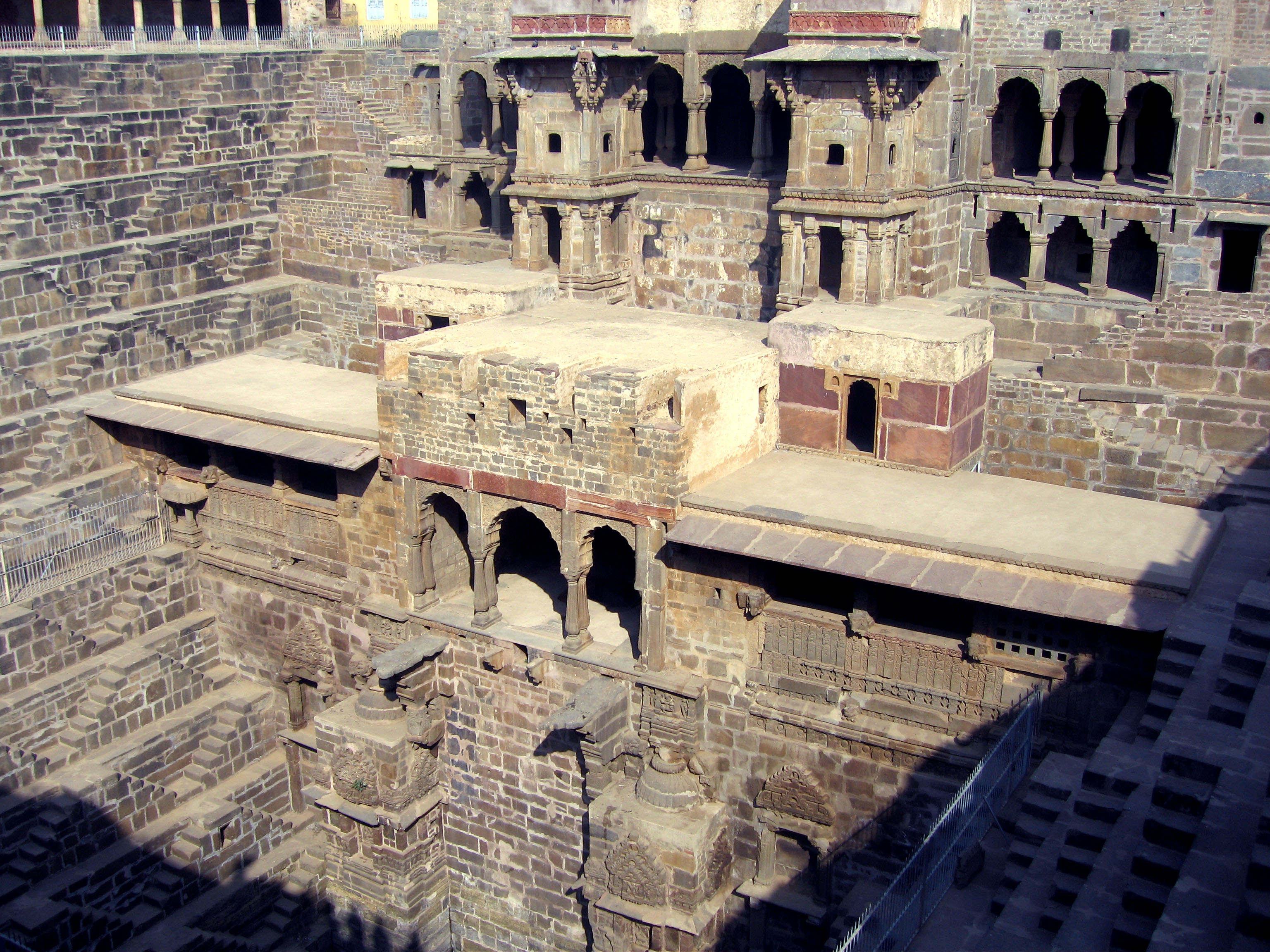
Chand Baori, nel villaggio di Abhaneri

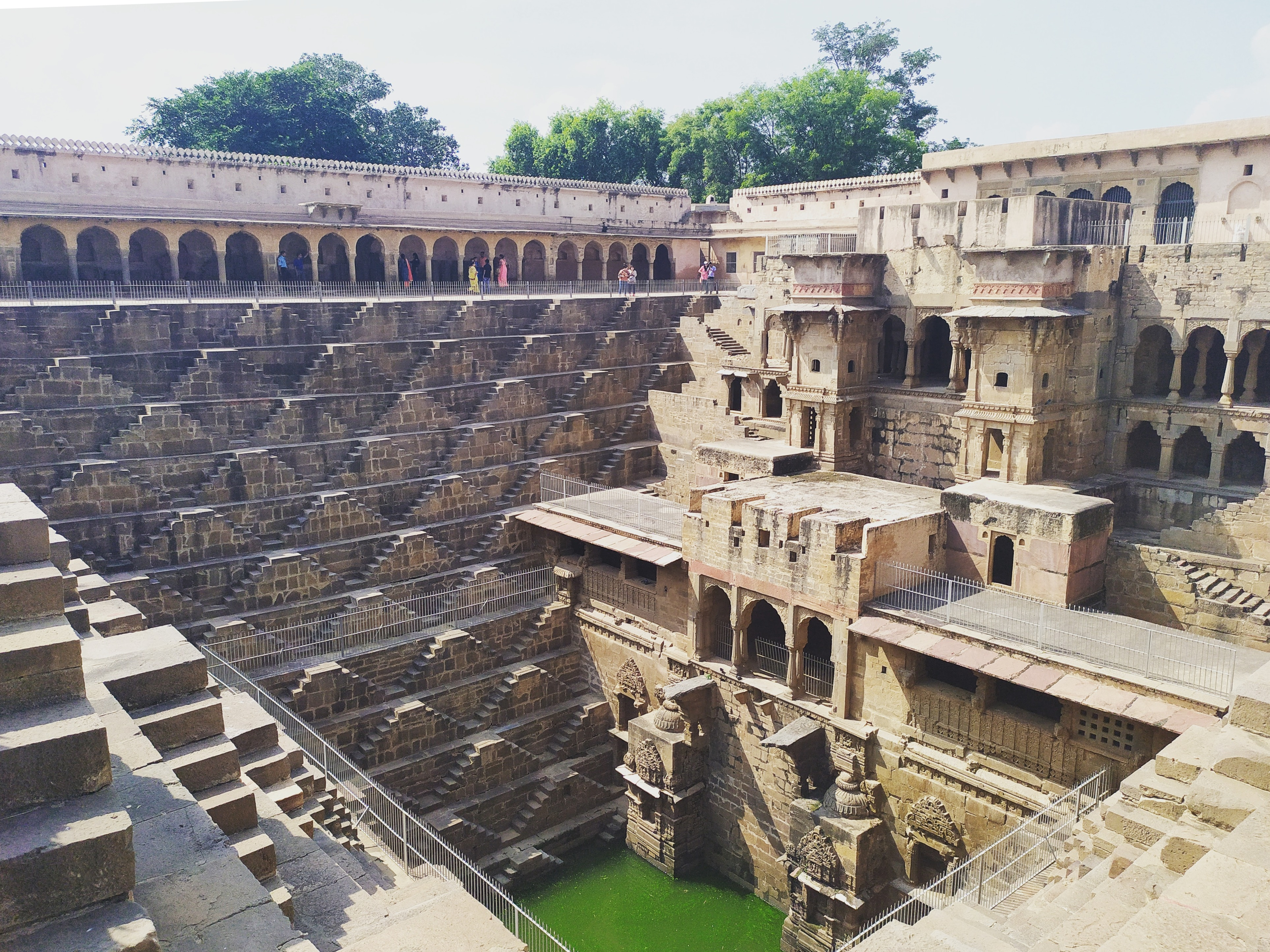

Chand Baori è un famoso pozzo a gradini situato nel villaggio di Abhaneri vicino a Jaipur, nello stato indiano del Rajasthan. Il pozzo è uno dei più profondi ed ampi dell'India. Prende il nome dal suo costruttore il re Chand di Abhaneri e dalla parola Baori nome dato nell'India occidentale ai pozzi.
Fu costruito intorno al VII secolo anche se alcune fonti lo datano al IX secolo. Serviva a risolvere il problema dell'approvvigionamento idrico nei periodi di siccità e fornire un mezzo abbastanza comodo per raggiungere l'acqua. Il pozzo ha 3500 stretti gradini che collegano 13 piani o livelli fino a raggiungere, alla profondità di trenta metri, l'acqua. Il livello dell'acqua era legato al periodo dell'anno, nei momenti di siccità il livello era più basso. Mentre negli altri periodi bisognava fare meno scalini.
Legata alla sua costruzione, la leggenda vuole che fu costruito in una sola notte dagli spiriti.
Di fronte ai gradini si trova il tempio di Harshat Mata, Dea della Gioia e della Felicità, costruito nell'VIII secolo. La datazione di questo tempio sembra avvalorare la tesi che tempio e scalinata siano stati costruiti nello stesso periodo. Inoltre l'acqua era necessaria per le abluzioni rituali che dovevano essere eseguite dai fedeli prima di recarsi al tempio.